# Ulrico Zuinglio

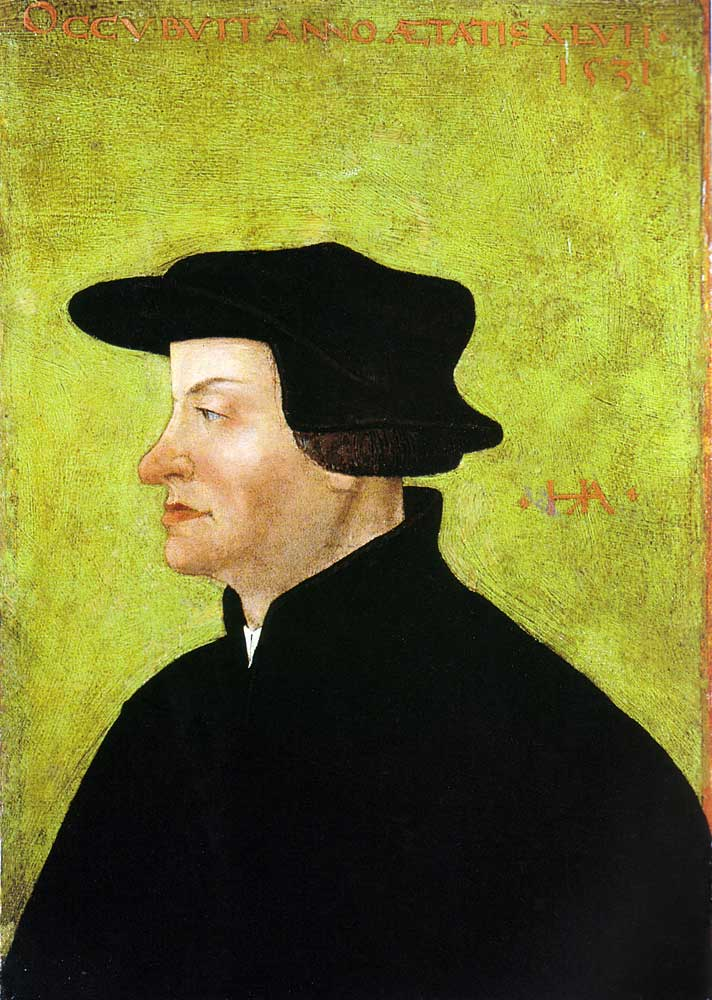
Retrato de Ulrico Zuinglio por Hans Asper, hacia 1531.

Ulrico Zuinglio o Zwinglio, en alemán Huldrych o Ulrich Zwingli (Wildhaus, Suiza, 1 de enero de 1484 - Kappel am Albis, 11 de octubre de 1531) fue el líder de la Reforma Protestante suiza y el fundador de la Iglesia Reformada Suiza. Al estudiar las Escrituras desde el punto de vista de un entendido humanista, llegó, de manera independiente, a conclusiones similares a las de Lutero, que era un doctor biblicus.

## Biografía

### Primeros años
Nació el 1 de enero de 1484 en Wildhaus, en el valle suizo de Toggenburg, en el seno de una familia de agricultores, siendo el tercer hijo de once. Cursó la educación básica en Weesen, bajo la tutela de su tío Bartolomeo, un clérigo de Weesen. A los diez años, Zwinglio fue enviado a Basilea para obtener su educación secundaria, donde aprendió latín bajo el magistrado Gregory Bünzli. Antes de ir a la Universidad de Viena, cursó algunos estudios en Berna. Llegó a Viena en 1499 y más tarde se inscribió en la Universidad de Basilea, donde hizo un posgrado en 1504 y un doctorado en 1506.

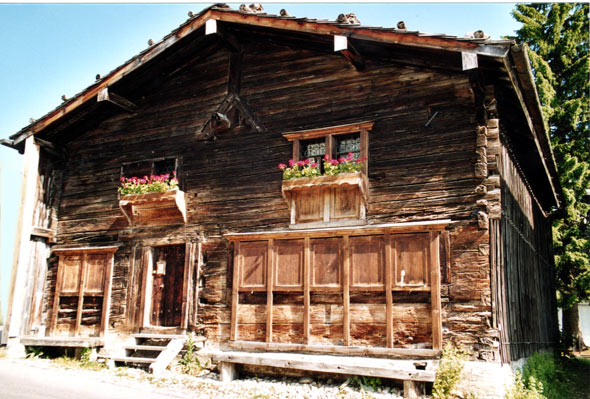
Casa donde nació Zuinglio en Wildhaus, en el actual cantón de St. Gall.

### Presbiterado
Zuinglio fue presbítero en Glarus, tras graduarse como doctor en teología (1506). Allí estudió griego y hebreo, leyó a Erasmo de Róterdam y llegó a la conclusión de que muchas de las doctrinas de la Iglesia católica estaban en contradicción con las enseñanzas del Nuevo Testamento.

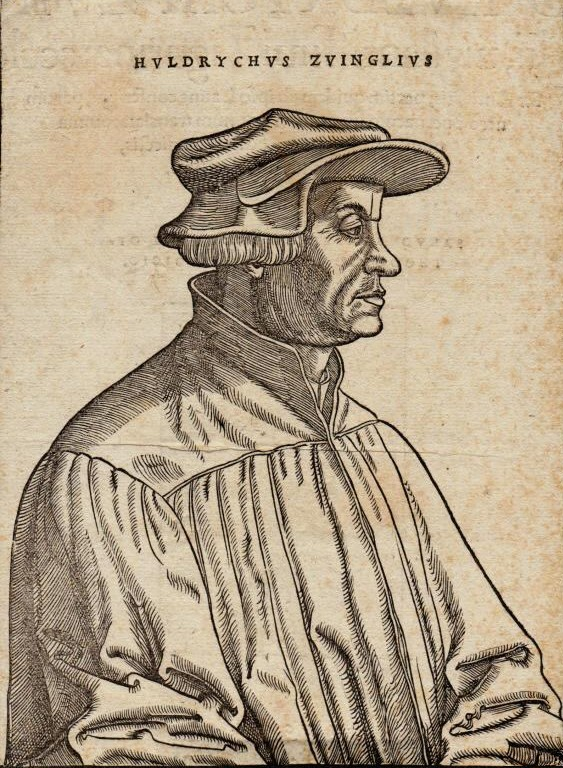
Xilografía de Ulrico Zuinglio por Hans Asper, ca. 1531.

Zuinglio desarrolló su aversión al servicio mercenario de sus compatriotas durante este período. A partir de 1512, la Confederación Suiza enviaba diversos contingentes armados a sueldo del papa para luchar contra la Corona francesa en Lombardía durante la guerra de la Liga de Cambrai. Zuinglio fue testigo de los sucesos al ser capellán del contingente del cantón de Glaris, asistiendo a las victorias de Pavía y  Novara, pero también a la derrota sufrida por los confederados en Marignano, a partir de la cual se acentuó su prédica contra el servicio armado.

### La reforma protestante
El 31 de octubre de 1517, Martín Lutero publicó en Wittenberg, Alemania, sus 95 tesis sobre la religión cristiana, en las que atacaba fundamentalmente las indulgencias papales, herramienta que se había popularizado durante los pontificados más recientes.
Poco antes, en 1516, Diebold de Geroldseck lo llamó para predicar en la abadía de Einsiedeln, con lo que Zuinglio entra en contacto con uno de los centros más activos de peregrinación y también de supersticiones. Comienza así su predicación contra estas prácticas y contra el negociante de indulgencias Bernardin Samson, que había llegado a Suiza a instancias del papa en 1518.
Predica asimismo contra la costumbre de los suizos de alistarse como mercenarios a las órdenes del papa, lo que le proporcionó el cargo de predicador en Zúrich, cuyo gobierno estaba enfrentado con la autoridad romana. El 1 de enero de 1519 comienza su actividad en Zúrich, donde con su discurso claro y directo va explicando a los feligreses los evangelios. El gobierno de la ciudad decide apoyar las nuevas enseñanzas y dispone en 1520 que todos los predicadores actúen siguiendo las pautas de Zuinglio.
En 1522 Zuinglio publica su primera obra reformadora, dirigida contra el ayuno propugnado por la Iglesia de Roma. Defiende así un acontecimiento real en el que, al parecer, un amigo suyo había comido carne durante el período de ayuno, lo cual justifica Zuinglio con el argumento de que el ayuno va contra la fe cristiana. De la misma época es un escrito enviado por él y diez de sus compañeros al obispo de Constanza, en el que afirmaban su disposición a seguir predicando según los Evangelios y pedían la supresión del celibato. El papa Adriano VI intenta convencerle de que no emprenda nuevas acciones que atenten contra la sustancia de la teología católica.
Ante la acusación de los dominicos de que Zuinglio propagaba la herejía, el Consejo de la ciudad de Zúrich convocó para el 29 de enero de 1523 a un elevado número de teólogos a un debate público (Primera Disputa de Zúrich), en la que se debía discutir sobre las tesis defendidas por Zuinglio. A ella acudieron 600 personas entre clérigos y laicos y, puesto que los enviados del obispo sólo pudieron hacer valer en su favor la tradición y las disposiciones de los concilios, el Concejo decidió adjudicar a Zuinglio la victoria dialéctica.

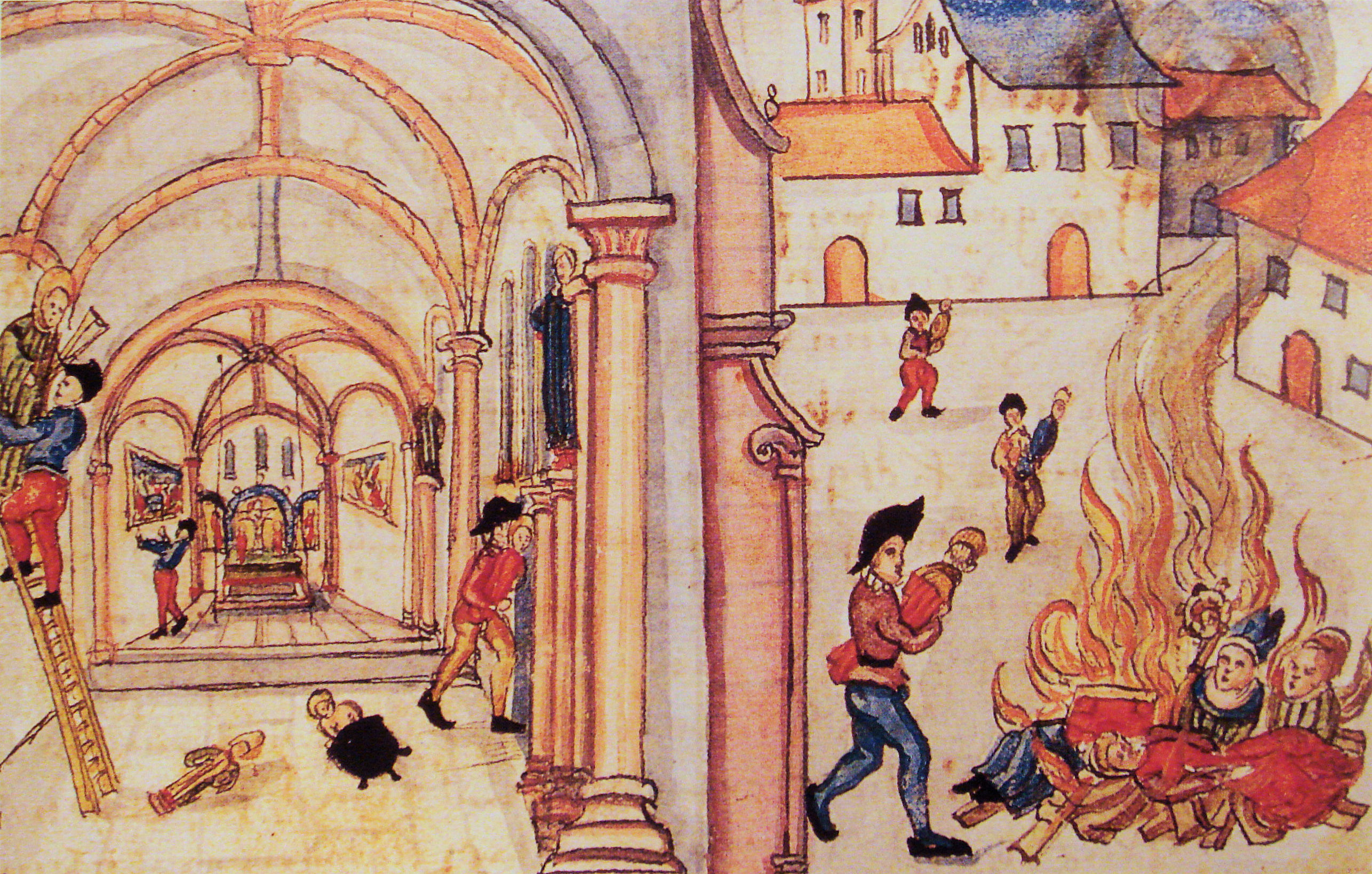
Iconoclasia en Zúrich en 1524.

No sería esa, sin embargo, la única disputa oficial y pública que se celebró en Zúrich. Entre el 26 y el 29 de octubre de 1523 se dirime, en presencia de 900 asistentes, la necesidad de suprimir las imágenes de las iglesias, decisión que se acaba adoptando y que se pondrá en práctica de una manera paulatina. Asimismo, entre el 13 y el 14 de enero de 1524 el tema tratado fue la misa y su posible supresión, lo que finalmente se establece.
Ese mismo año Zuinglio se casa con la viuda Anna Reinhard, con la que vivía de manera marital desde hacía algún tiempo.
La Reforma en Zúrich no afectó, sin embargo, solamente a la religión, sino que, al igual que en otros movimientos reformistas de la época, se trataba de una serie de medidas de regulación social con las que el Concejo pretendía organizar el sistema escolar, el matrimonio, las costumbres, etc. El papel de Zuinglio es capital en este proceso, pues si bien no asume ningún cargo orgánico, su carisma y su predicamiento entre el pueblo lo convierten en una figura determinante del proceso.
Zuinglio publica en 1525 su confesión de fe (De la verdadera y la falsa religión). Su teología, coincidente con la de Lutero en muchos aspectos básicos, opera de una manera más radical en otros, como puede ser la cuestión de la eucaristía, al rechazar Zuinglio la presencia real de Cristo en la comunión. A partir de 1525, la Reforma en Zúrich se completa:
- Se administra la Eucaristía bajo las dos especies,
- Se suprime la misa,
- Se eliminan las imágenes de las iglesias,
- Se decreta la supresión del celibato sacerdotal,
- Se establece y regula una beneficencia para los pobres, financiada con los fondos obtenidos de la secularización de bienes eclesiásticos.

Ese año de 1525 se funda asimismo en la iglesia Grossmünster una escuela para teólogos, donde podrán aprender exégesis bíblica, que luego utilizarán en sus sermones al pueblo.
Importante en la teología de Zuinglio es también su concepción de las relaciones entre el poder laico y el religioso, pues mientras considera que es derecho y obligación del poder terrenal organizar la Iglesia y la sociedad, admite por otro lado la posibilidad de derrocar al grupo gobernante si este no se comporta de manera apropiada a las enseñanzas del Evangelio.
Las relaciones con la otra ala del movimiento reformista, encabezada por Lutero y Melanchton, se ven dificultadas por la concepción que tienen ambas partes sobre la comunión. Estas diferencias devienen claramente insuperables en el intento más importante que se hace de aunar posiciones, cuando en octubre de 1529 el landgrave Felipe I de Hesse invita a Zuinglio y Lutero a una discusión teológica (conocida como Disputa de Marburgo).
La situación política en la Suiza del siglo XVI resulta sin duda determinante para el ulterior desarrollo de la reforma zuingliana. A pesar de la primera Paz de Kappel de 1529, las tensiones entre Zúrich y Berna (que había sido ganada por Zuinglio para su movimiento), por un lado, y los cantones que permanecían católicos, por otro, no podía menos que estallar en un conflicto político - y finalmente también armado, las Guerras de Kappel. La opción de Zuinglio era en este sentido clara: usar las armas para extender la verdad del Evangelio era una obligación de todo buen cristiano.
Como traductor de la Biblia, Ulrico Zuinglio trabajó en estrecha colaboración con Leo Jud. La traducción se conoce hoy en día como la Biblia de Zúrich.
El 11 de octubre de 1531 cayó Zuinglio en la segunda guerra de Kappel.

## La Reforma zuingliana
La Reforma de Zuinglio, a pesar de sus evidentes puntos de conexión con Lutero, presenta también características propias. Mientras el fin de Lutero era suprimir las indulgencias o bulas, Zuinglio solo acepta como Iglesia aquello que aparece en las Escrituras. De ahí que las iglesias reformadas sean en gran modo iglesias de la palabra, del verbo, donde no encontramos decoración alguna (fuera de textos bíblicos), una liturgia exigua e inicialmente tampoco música alguna.

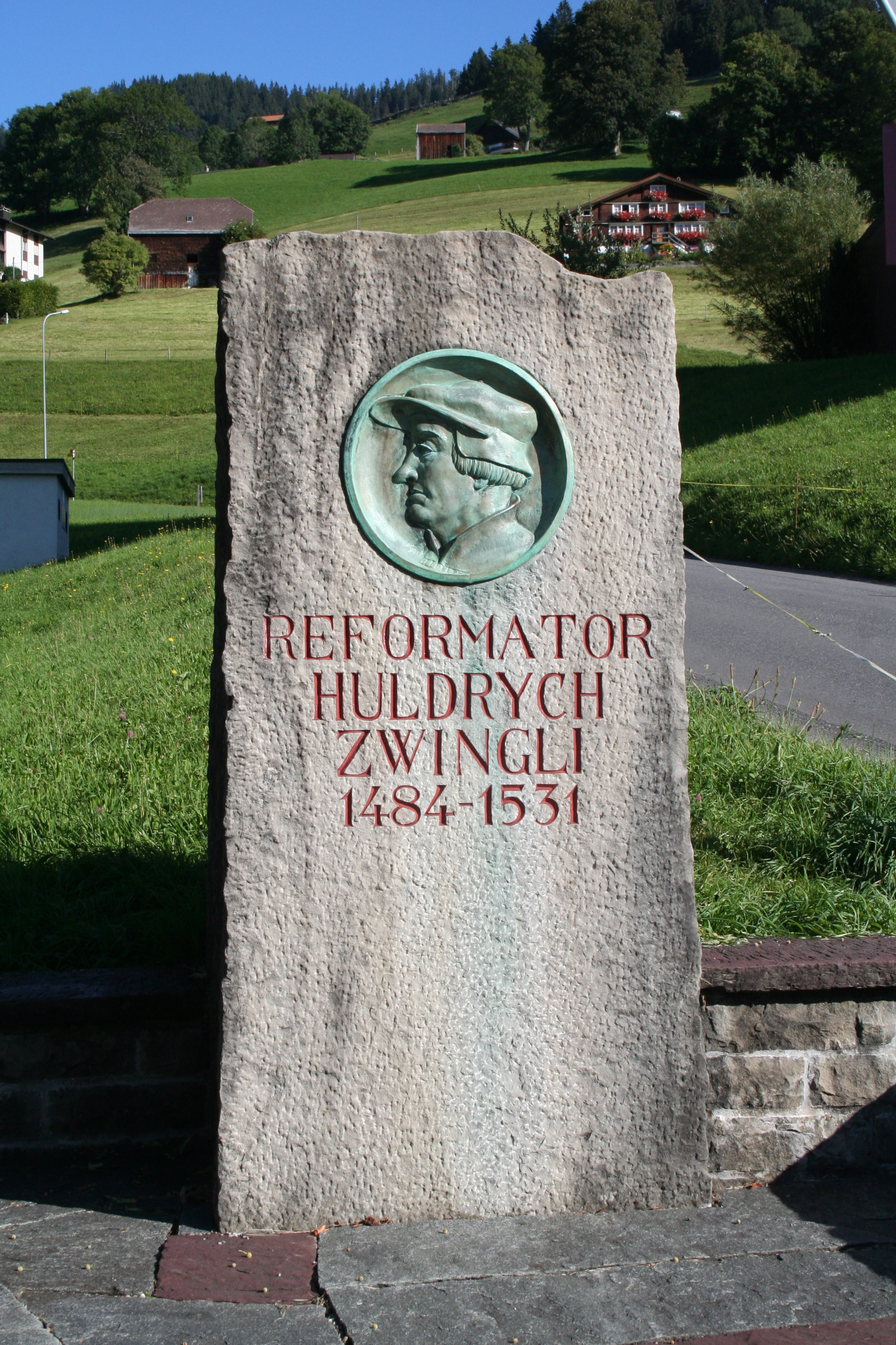
Monumento conmemorativo de Zuinglio en Wildhaus

### Teología de Zuinglio
La piedra angular de la teología de Zuinglio es la Biblia. Zuinglio apeló constantemente a la Escritura en sus escritos. Puso la autoridad de la misma sobre otras fuentes, tales como los concilios ecuménicos o los Padres de la Iglesia, aunque no dudaba en usar otras fuentes para apoyar sus argumentos. Los principios que guiaron las interpretaciones de Zuinglio se derivan de su educación humanística y de su entendimiento, a la luz de la Reforma, de la Biblia. Modificando una interpretación literal de un pasaje, ponía atención al contexto inmediato y trataba de entender el propósito subyacente  detrás del mismo. Comparó pasajes de la Escritura y usó analogías, un método que describe en Una exégesis amigable (1527). Dos analogías que utilizó con bastante efectividad fueron entre el bautismo y la circuncisión y entre la Pascua y la Eucaristía.
Zuinglio rechazaba la palabra sacramento en el modo que se empleaba popularmente en su tiempo. Para la gente común, la palabra significaba alguna forma de acción santa en la cual había un poder inherente para liberar la conciencia de pecado. Para Zuinglio, un sacramento era una ceremonia de iniciación o una promesa, señalando que la palabra se derivaba de sacramentum, que significa un juramento. En sus primeros escritos sobre el bautismo, hizo notar que el bautismo era un ejemplo de tal compromiso o promesa. Cuestionó a los católicos acusándolos de superstición al atribuirle al agua del bautismo un cierto poder para limpiar los pecados. Posteriormente, en su conflicto con los Anabaptistas, defendió la práctica del bautismo de infantes, señalando que no había ninguna ley que prohibiera dicha práctica. Argumentaba que el bautismo era un símbolo de un pacto con Dios, por lo tanto reemplazaba la circuncisión del Antiguo Testamento.
Zuinglio abordaba la cuestión de la Eucaristía de manera similar al bautismo. Durante el primer debate de Zúrich en 1523, negó que ocurriera un verdadero sacrificio durante la misa, argumentando que Cristo hizo el sacrificio  una sola vez y para toda la eternidad. En consecuencia, la Eucaristía era "un memorial del sacrificio". Siguiendo con este argumento, desarrolló aún más su punto de vista, llegando a la conclusión de que se deben interpretar como "significa" las palabras de la institución. Usó varios pasajes de la Escritura para argumentar en contra de la transubstanciación, así como el punto de vista de Lutero, siendo el texto clave Juan 6:63, "Es el espíritu el que da vida, la carne para nada aprovecha". El enfoque racional de Zuinglio y el uso de la Escritura para entender el significado de la Eucaristía fue una razón por la que no pudo llegar a un consenso con Lutero. De hecho, cuando se reunieron los reformadores suizos con los alemanes en 1529 (Disputa de Marburgo) a instancias de Felipe de Hesse, estaban de acuerdo en casi todos los puntos principales, excepto ese. Punto que Lutero no estaba dispuesto a conceder, ya que iba en contra de su doctrina de la Consubstanciación. Resulta interesante constatar que tiempo después, Melanchton (discípulo de Lutero) llegó a un consenso con los reformadores suizos una vez que la separación con los católicos era definitiva.
El impacto de Lutero en el desarrollo teológico de Zuinglio ha sido durante largo tiempo un tema de interés y discusión entre los eruditos zuinglianos. El propio Zuinglio afirmó vigorosamente su independencia de Lutero. Los estudios más recientes han dado credibilidad a esta afirmación, aunque algunos eruditos aún afirman que su teología dependía de la de Lutero. Parecía que Zuinglio había leído los libros de Lutero buscando confirmación del mismo sobre sus propias opiniones. Sin embargo, Zuinglio sí admiraba bastante a Lutero por oponerse al Papa. Esto, más que la teología de Lutero, fue una influencia clave en las convicciones de Zuinglio como reformador. Lo que Zuinglio consideraba una postura valerosa de Lutero en el Debate de Leipzig, tuvo un impacto decisivo sobre Zuinglio durante sus primeros años como sacerdote, y durante este tiempo Zuinglio alababa y promovía los escritos de Lutero para apoyar sus propias ideas, que eran similares. Como Lutero, Zuinglio era también un estudiante y admirador de Agustín de Hipona. Sus últimos escritos continuaron mostrando características diferentes de las de Lutero, tales como la inclusión de no cristianos en el cielo, como lo describe en Una exposición de la fe.

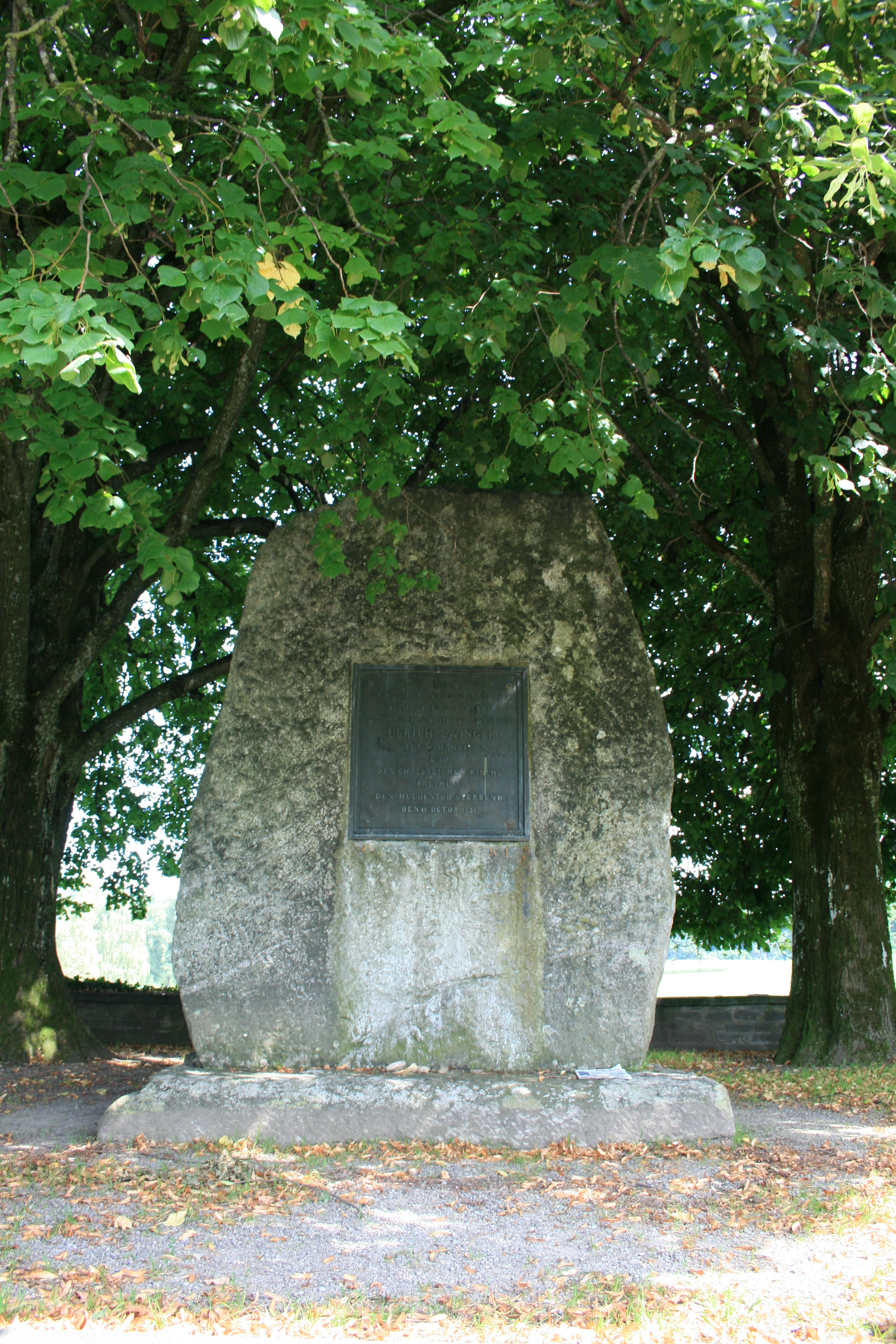
Lápida conmemorativa de Zuinglio en Kappel.

## La Biblia de Zúrich
En estrecha colaboración con Leo Jud tradujo Zuinglio la Biblia entre 1524 y 1529 a un alemán con marcadas características suizas. Esta traducción se conoce hoy en día como la "Biblia zuriquesa" o "Biblia de Zúrich". Más tarde, los teólogos de Zúrich completaron la nueva traducción del griego y hebreo cinco años antes de que Lutero tradujera la Biblia. Por tanto, la Biblia de Zürich es la traducción protestante completa más antigua de toda la Sagrada Escritura y fue impresa por Christoph Froschauer entre 1524 y 1529, quien en 1531 publicó la obra completa ricamente ilustrada.

## Música
A Zuinglio le gustaba escuchar música y sabía tocar varios instrumentos, incluyendo el violín, el arpa, la flauta, el dulcimer y la trompa de caza. Algunas veces divertía a los niños de la congregación con el laúd y era tan conocido por sus interpretaciones que sus enemigos se burlaban de él como "el evangélico tañedor del laúd y el pífano". Se han conservado tres de los himnos de Zuinglio: Pestlied, una adaptación del salmo 65, y Kappeler Lied, que se cree que fue compuesto durante la campaña de la primera guerra de Kappel.

## Obras
- De vera et falsa religione (Zúrich, 1525)
- Amica exegesis (1527)
- Fidei ratio (Zúrich, 1530)
- Especialmente Christianae fidei brevis et clara expositio ad regem christianum (Zúrich, 1536)
- Sus obras completas aparecieron en Zúrich en 1545 y 1581 (sin contar ediciones posteriores ya en el siglo XIX).

## Retratos
Después de que Zuinglio muriera, se hicieron numerosos retratos, la mayoría de los cuales se basan en el del pintor zuriqués Hans Asper. No existe ninguno que se le hiciera en vida. Generalmente se representa a Zuinglio vestido de negro y tocado con una gorra también negra.

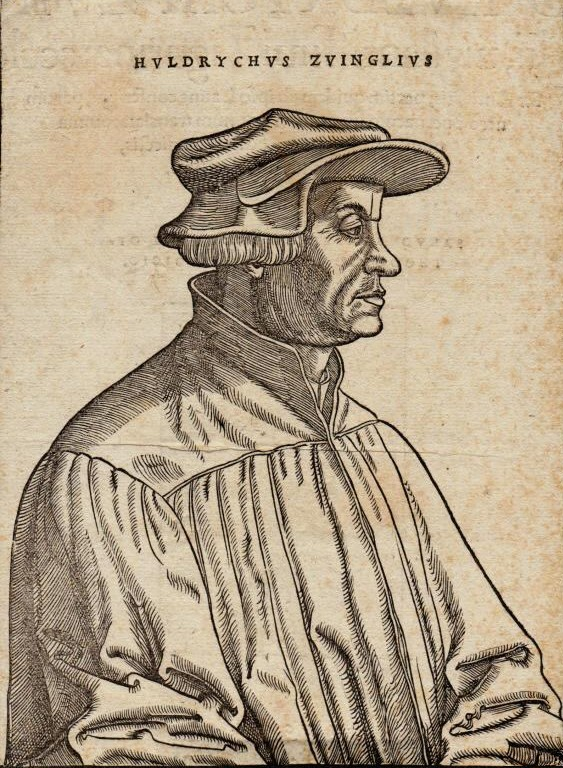
Xilografía de Hans Asper, hacia 1531
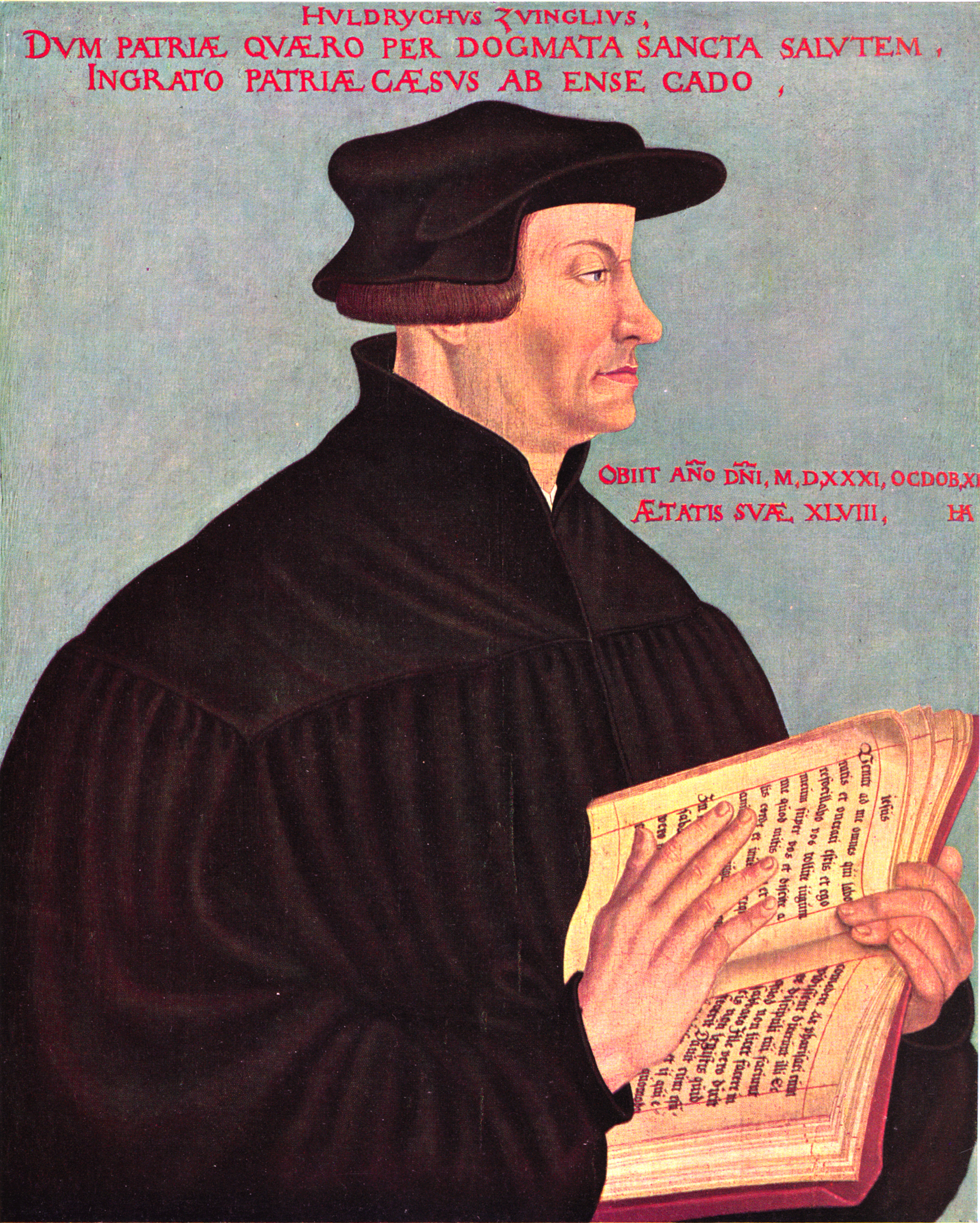
Retrato de Hans Asper, 1549
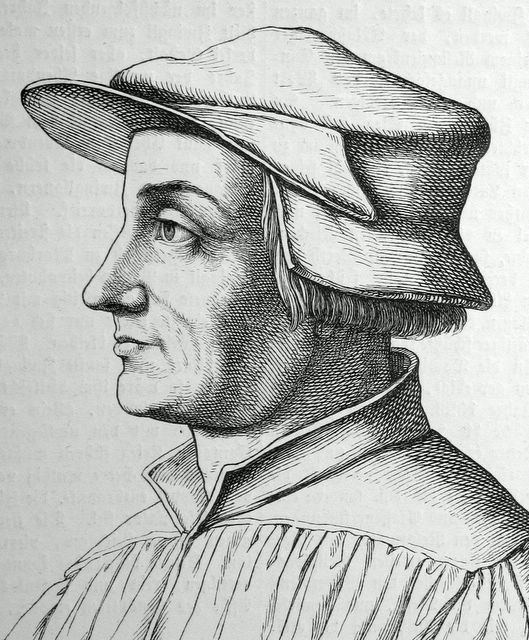
Retrato del año 1854
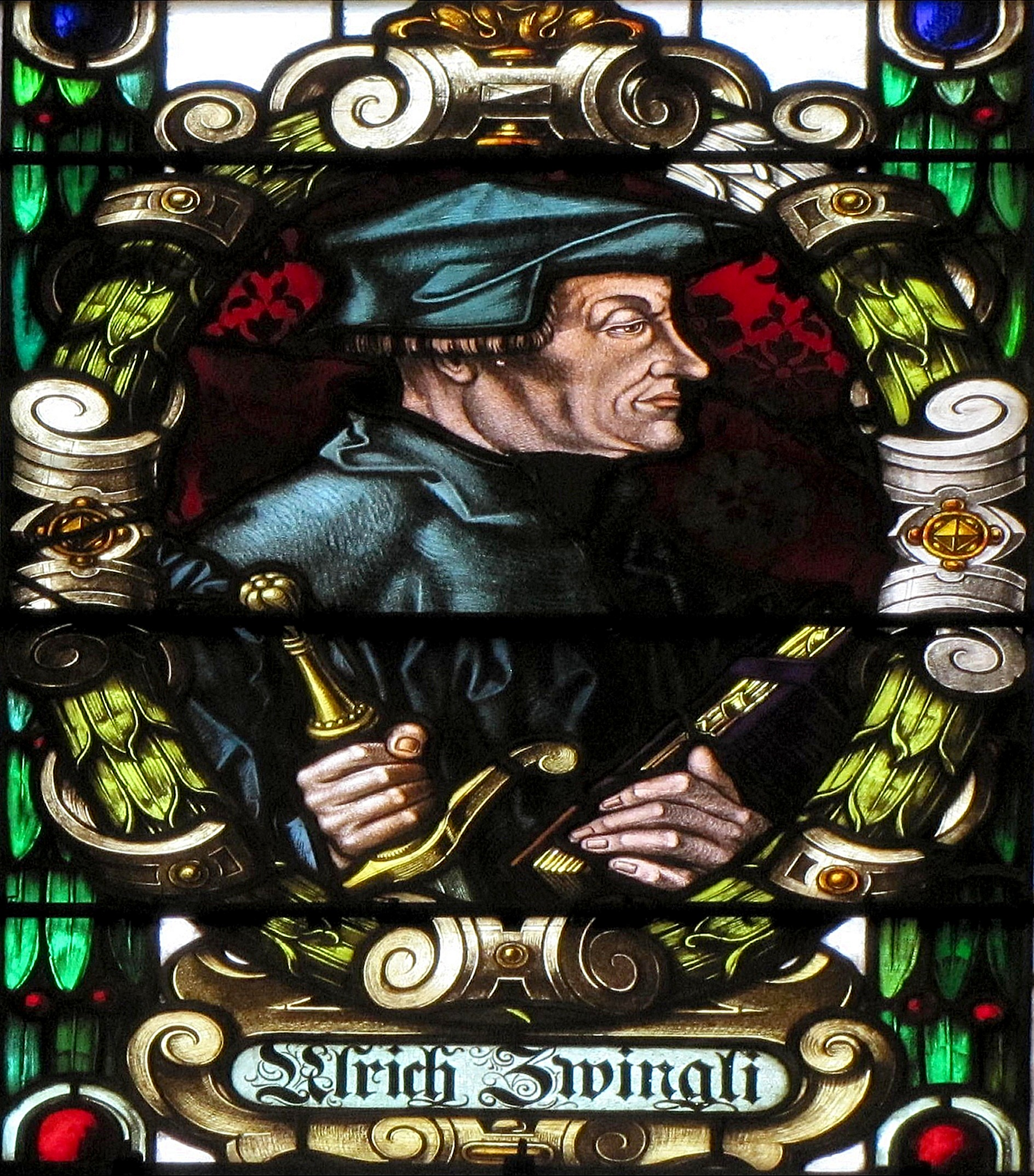
Vista parcial del vitral de la Iglesia del Salvador en Estrasburgo